# Сельское поселение Верейское (Орехово-Зуевский район)
Сельское поселение Вере́йское — упразднённое муниципальное образование (сельское поселение) в составе Орехово-Зуевского района Московской области. 1 января 2018 года его территория вошла в городской округ Орехово-Зуево.
Административный центр — посёлок Верея. В состав входят 17 населённых пунктов, в которых проживают более 5 тыс. чел.

## Территория и границы
Площадь территории муниципального образования — 26 137 га.
На востоке граничит с Владимирской областью, на северо-западе — с сельским поселением Горское, на севере — с сельским поселением Малодубенское, юге — с сельским поселением Белавинское.

## Население
| 2006  | 2007  | 2008  | 2009  | 2010  | 2011  |
| ----- | ----- | ----- | ----- | ----- | ----- |
| 5317  | ↘4751 | ↘4714 | ↘4691 | ↗5735 | ↗5786 |
| 2012  | 2013  | 2014  | 2015  | 2016  | 2017  |
| →5786 | ↘5732 | ↗5805 | ↗5907 | ↘5902 | ↘5815 |

## Состав
Муниципальное образование сельское поселение Верейское в существующих границах было образовано в 2005 году на основании закона Московской области «О статусе и границах Орехово-Зуевского муниципального района и вновь образованных в его составе муниципальных образований». В его состав вошли 17 населённых пунктов бывшего Верейского сельского округа:
| Вид     | Наименование     | Население, чел. (2010) |
| ------- | ---------------- | ---------------------- |
| посёлок | 1-го Мая         | 34                     |
| посёлок | Барская Гора     | 5                      |
| деревня | Будьково         | 182                    |
| посёлок | Верея            | 2427                   |
| деревня | Войново-Гора     | 317                    |
| посёлок | Дорогали Вторые  | 4                      |
| деревня | Дровосеки        | 365                    |
| деревня | Кабановская Гора | 25                     |
| посёлок | Малиновские Луга | 67                     |
| посёлок | Озерецкий        | 935                    |
| посёлок | Орловка          | 13                     |
| посёлок | Приозерье        | 221                    |
| посёлок | Прокудино        | 121                    |
| посёлок | Снопок Новый     | 962                    |
| посёлок | Снопок Старый    | 25                     |
| посёлок | Тополиный        | 31                     |
| посёлок | Щучье Озеро      | 1                      |

В 2002 году посёлок 7-й участок был переименован в посёлок Озерецкий. В 2005 году посёлок 42-й участок был переименован в посёлок Прокудино, в областных законах были сделаны соответствующие изменения.

## Местное самоуправление
Главы сельского поселения
- Власов Виктор Иванович[19]

Председатели Совета депутатов 
- Паникин Евгений Николаевич
- Бурмистрова Ольга Петровна[20].

## Достопримечательности
Достопримечательностью не только поселения, но и всего Орехово-Зуевского района является ООО «Страфер», где выращивают экзотических для Подмосковья животных и птиц: лебедей, павлинов, фазанов, северных оленей, маралов. С 2005 г. предприятие является единственным в России племенным репродуктором страусов породы «африканский черный». «Страфер» имеет родительское стадо страусов в количестве 80 голов и более 700 голов молодняка различного возраста. Предприятие планирует дальнейшее развитие, в том числе строительство перерабатывающего цеха.

## Образование
На территории поселения расположены 5 общеобразовательных школ, школа-детский сад, начальная школа, клуб, Дома культуры, 3 библиотеки, больница (геронтологическое отделение), поликлиника, здравпункт, 4 ФАПа, аптеки, отделения связи, баня, сапожная мастерская, парикмахерские. Работают около 20 предприятий торговли.
Одна из старейших районных школ — Войново-Горская общеобразовательная — уже перешагнула 120-летний рубеж. Будьковская начальная школа через 8 лет отметит свой столетний юбилей[когда?].

## Храмы
Сельское поселение Верейское украшают три храма — Успенья Пресвятой Богородицы в д. Войново-Гора, Блаженной Матроны Московской в п. Верея, и Никиты-Великомученика в д. Дровосеки. Традиционно здесь отмечаются престольные праздники и дни деревень. Упоминание о существовавшем в Войновой Горе храме встречается ещё в XV в. в указах Василия Темного, предписывающих торговым и служилым людям не останавливаться близ существовавшего тогда на этом месте Успенского подворья Троице-Сергиева монастыря, дабы не нарушать покой монахов. Монастырь просуществовал до XVII в. В 1838 г. в деревне построена каменная трехпрестольная церковь в честь Успения Пресвятой Богородицы с приделами свт. Николая Чудотворца и преп. Сергия Радонежского.